# NGC 4236-1
NGC 4236-1 (другие обозначения — UGC 7306, MCG 12-12-4, ZWG 335.8, KARA 523, IRAS12140+6947, PGC 39346) — спиральная галактика в созвездии Дракона. Открыта Уильямом Гершелем в 1793 году.
Галактика не имеет чётко выраженного ядра — в центре есть три ярких области, которые могут им быть. При этом один из источников, судя по спектру, является звездой класса G, расположенной на фоне галактики. Во втором наблюдаются сильные эмиссионные линии, а также спектр поглощения, связанный со звёздным населением. Третий представляет собой область звездообразования с приблизительно солнечной металличностью.
Этот объект входит в число перечисленных в оригинальной редакции «Нового общего каталога».
Галактика NGC 4236 входит в состав группы галактик M81. Помимо NGC 4236 в группу также входят ещё 40 галактик.